# Tortriculladia
Tortriculladia és un gènere d'arnes de la família Crambidae.

## Taxonomia
- Tortriculladia argentimaculalis (Hampson, 1919)
- Tortriculladia belliferens (Dyar, 1914)
- Tortriculladia eucosmella (Dyar, 1914)
- Tortriculladia mignonette (Dyar, 1914)
- Tortriculladia mixena Bleszynski, 1967
- Tortriculladia pentaspila (Zeller, 1877)